# Hartmann von Habsburg
Hartmann von Habsburg (* vielleicht um 1263 in Rheinfelden; † 21. Dezember 1281 im Oberrhein zwischen Breisach und Oppenheim) war ein Sohn des römisch-deutschen Königs Rudolf I. von Habsburg (1218–1291); er führte die Titel Graf von Habsburg und Kyburg sowie Landgraf des Elsass.

## Leben

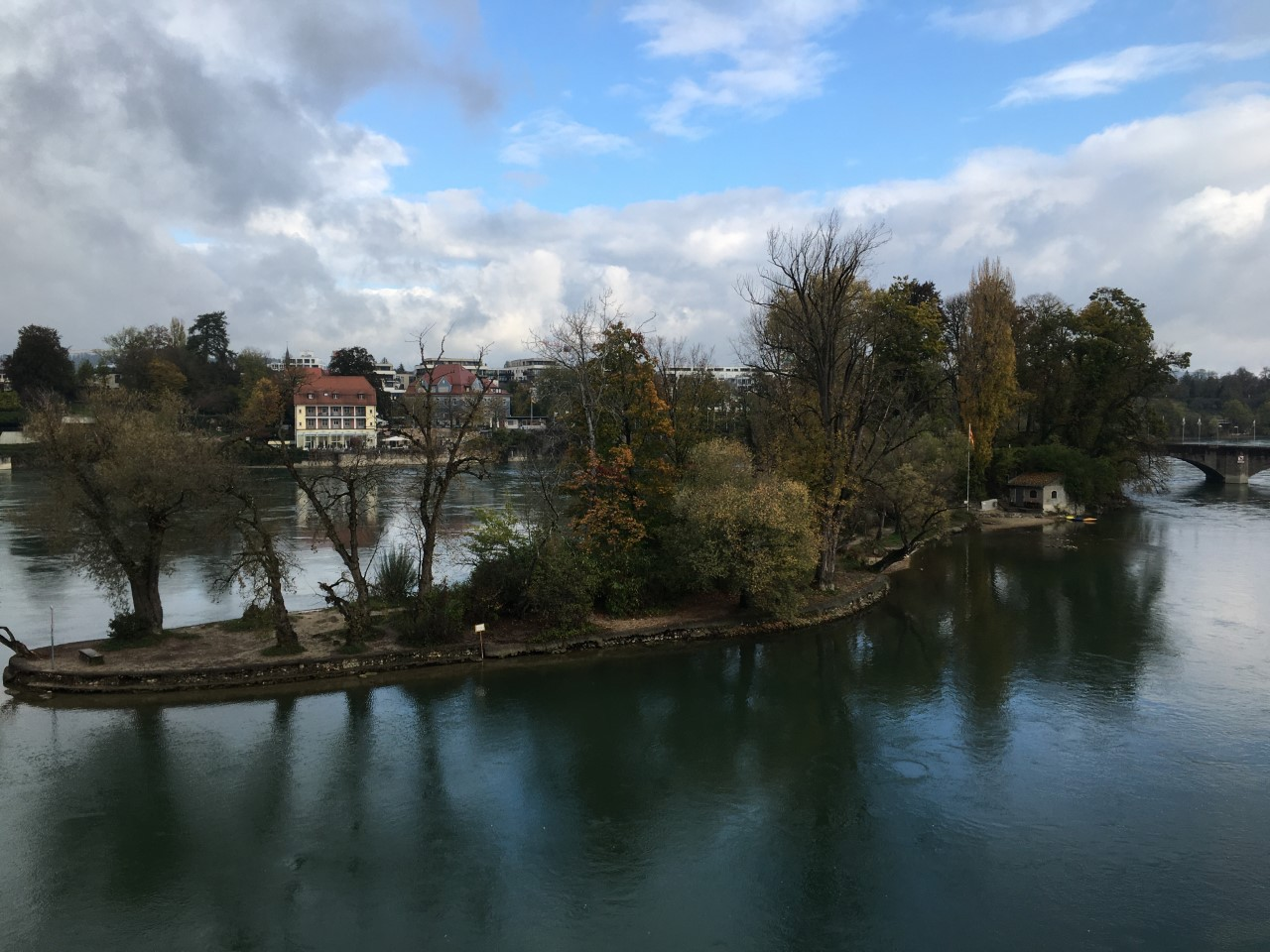
Rheinfelder „Inseli“, wo im Mittelalter die Burg „Stein“ stand, langjähriger Sitz Gertruds von Hohenberg und möglicher Geburtsort ihres Sohnes Hartmann

Hartmann war der zweitälteste Sohn von Rudolf und Königin Anna (von Hohenberg), dessen erster Ehefrau († 1281), die bis zur Krönung 1273 Gertrud hieß und als Stammmutter der habsburgischen Herrscher gilt. Trotz Primogenitur war beabsichtigt, das römisch-deutsche (oder aber arelatische) Königtum auf ihn und nicht auf seinen älteren Bruder Albrecht (1255–1308) zu übertragen. In dieser Perspektive wurde Hartmann 1278 mit Johanna, einer Tochter des englischen Königs Eduard I., verlobt. Somit war er designierter Thronfolger, vermutlich seines Vaters Lieblingssohn und schon in jungen Jahren mit politischen und militärischen Aufgaben betraut (siehe unten). Angeblich nur 18-jährig ertrank der Bräutigam jedoch kurz vor Weihnachten 1281 nördlich von Breisach bei einem Bootsunglück im Rhein, womit die Heiratsallianz der Häuser Habsburg und Plantagenet nicht zustande kam.

## Bestattung und Umbettungen
Hartmanns (ausgenommener?) Leichnam wurde bei seiner Mutter und seinem jüngsten Bruder Karl (ebenfalls † 1281) im Basler Münster bestattet, während die Eingeweide (oder üblicherweise das Herz in einer Herzkapsel) angeblich separat in der romanischen Klosterkirche Rheinau beigesetzt wurden (siehe unten). Bis zu ihrem Abbruch Anfang des 17. Jh. befand sich in der Klosterkirche ein Grab Hartmanns, während im barocken Neubau bis heute nur ein Epitaph prangt, das nachstehend im Detail behandelt wird.
Im November 1770 wurden Hartmanns, Annas und Karls sterbliche Überreste anlässlich der „[f]eyerliche[n] Uebersetzung der kaiserlich-königlich- auch herzoglich-oesterreichischen höchsten Leichen aus ihren Grabstädten Basel, und Königsfelden in der Schweiz[…]“ in den Dom der Benediktinerabtei St. Blasien im Südschwarzwald überführt. Im Zuge der Säkularisation wurden sie Anfang des 19. Jh. nach Kärnten in die Basilika des Benediktinerstifts St. Paul im Lavanttal verbracht, wohin auch die st. blasianische Mönchsgemeinschaft übersiedelt war.

## Das Hartmann-Epitaph in der ehemaligen Klosterkirche Rheinau in der Schweiz

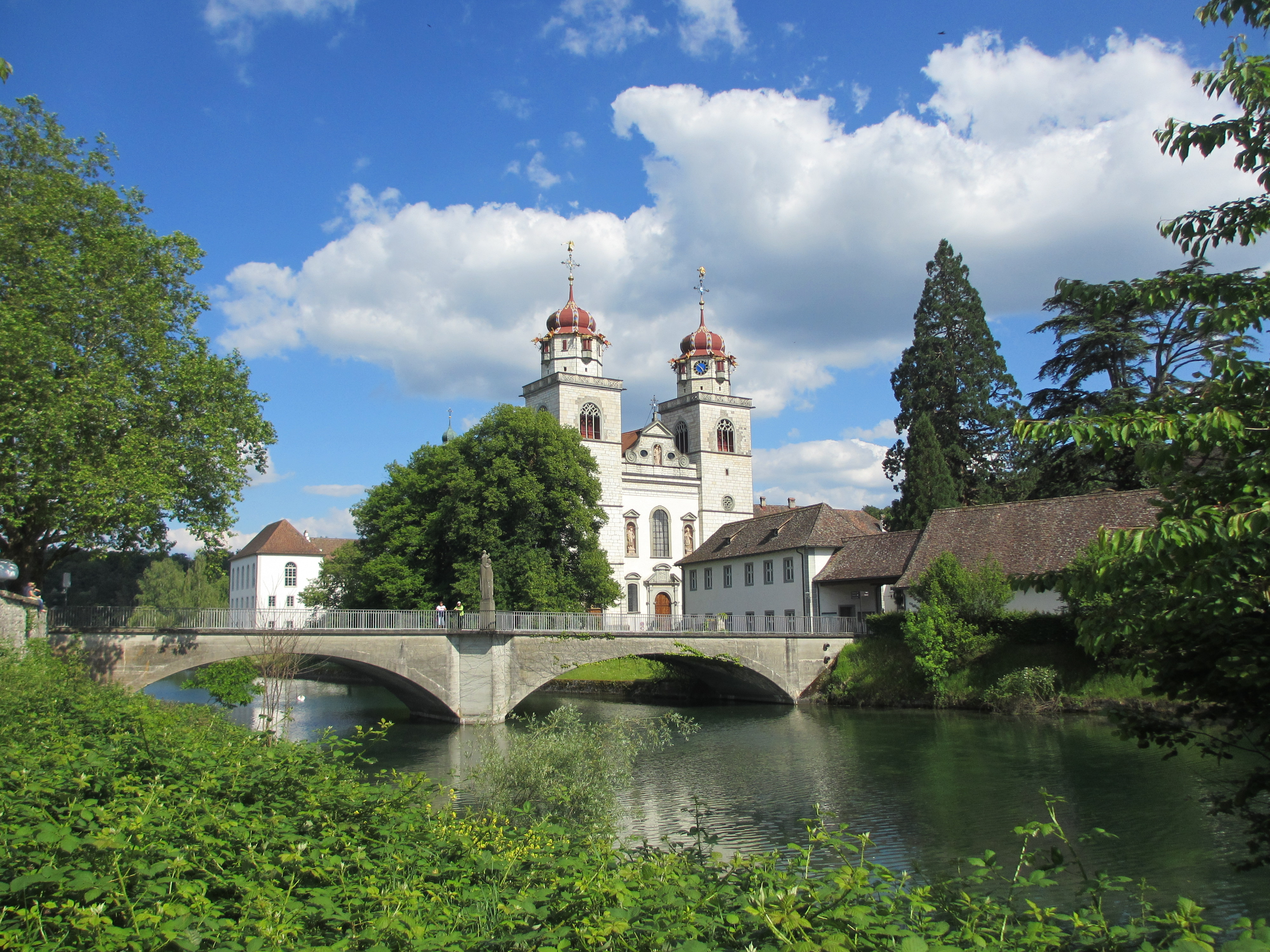
Barocke Kirche des ehemaligen Klosters Rheinau mit Inselbrücke

In der von 1705 bis 1710 errichteten Barockkirche Mariä Himmelfahrt der ehemaligen Benediktinerabtei Rheinau nahe Schaffhausen, die auf einer Insel in einer Schlinge des Hochrheins liegt, findet sich das einzige erhaltene Grabmal für Hartmann von Habsburg. Jenes im Basler Münster soll beim Erdbeben von 1356 zerstört worden sein, worauf man seine Gebeine mit denen seiner Mutter und seines Bruders Karl in der noch heute erhaltenen Kastentumba zusammengelegt habe. Die ovale Gedenktafel im vierten Joch der Rheinauer Kirche neben dem Marienaltar wird von einer stuckierten Ädikula umrahmt und weist auf schwarzem Grund eine goldige Inschrift auf. Das Ensemble wurde 1716–1717 vom Stuckateur Franz Schmuzer geschaffen, einem Exponenten der Wessobrunner Schule. Im heutigen Zustand zeigt die Tafel zwei unvollständige neulateinische Texte von 1710 bzw. 1770, die in den unteren zwei Dritteln ähnlich einem Palimpsest übereinander liegen und hier unten in zwei synoptischen Tabellen transkribiert und übersetzt sowie danach kommentiert werden. Wie es zur Verwischung der beiden Inschriften kam, etwa durch Auflösung der verwendeten Farben, ist in der einschlägigen Literatur nicht überliefert (siehe „Sekundärliteratur“ unten).

### Die lateinischen Texte des Hartmann-Epitaphs in Übersetzung

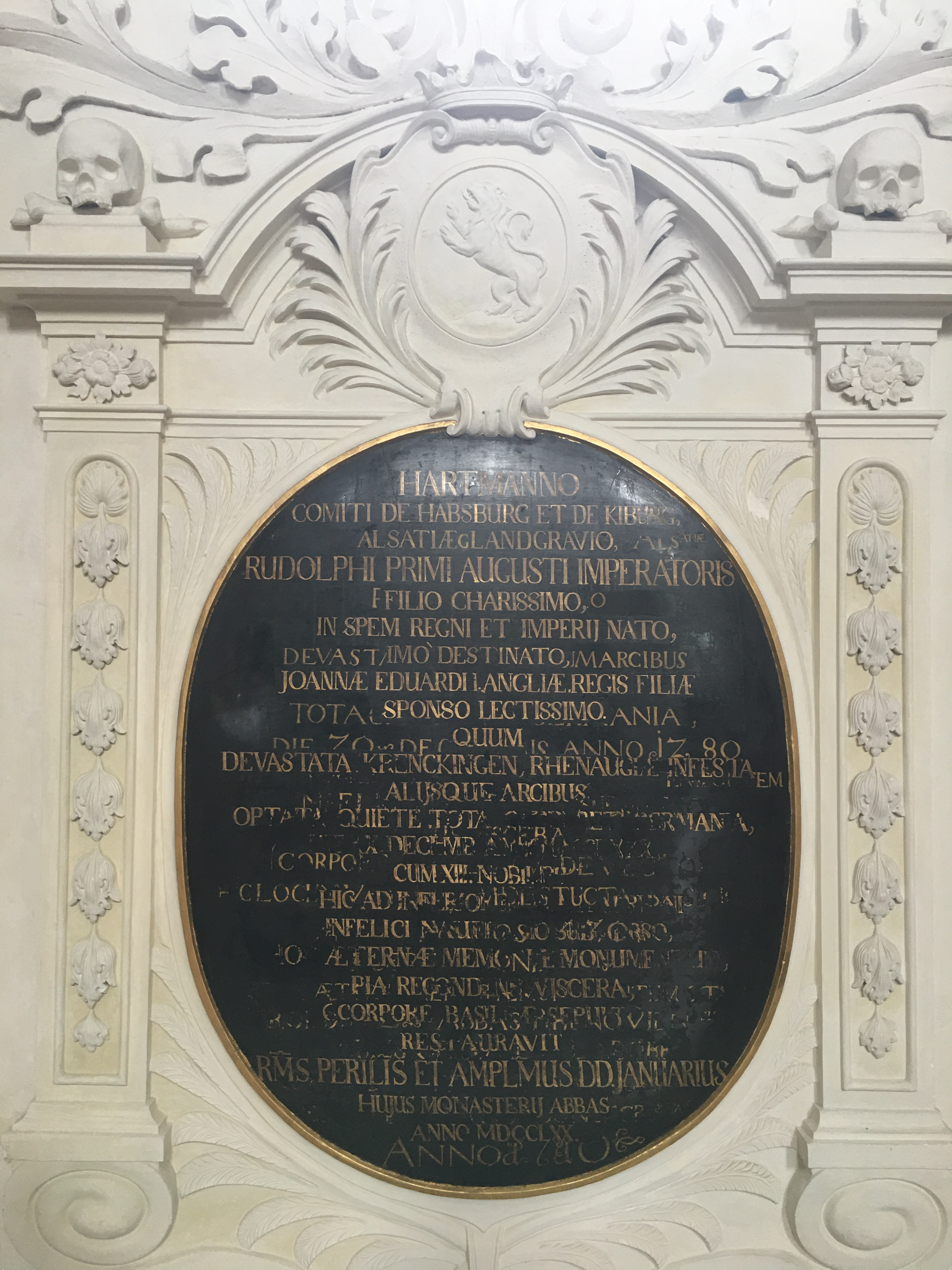
Hartmann-Epitaph in Stuckädikula mit Habsburger Löwen in bekrönter Kartusche

Der jüngere, noch heute prominente Text, der zu einem Gutteil lesbar ist, wurde mittels Autopsie und der Wiedergabe in Martin Gerberts Schrift von 1770 rekonstruiert, die jedoch kleinere Unstimmigkeiten enthält. Gerbert fungierte von 1764 bis 1793 als Fürstabt von St. Blasien, wohin er 1770 die Überführung von sterblichen Überresten früher Habsburger aus der Klosterkirche Königsfelden und dem Basler Münster veranlasste (siehe oben), wovon die im selben Jahr erschienene Schrift handelt. Der ältere Text wiederum, der in den unteren zwei Dritteln durchscheint, jedoch nicht mehr vollständig sichtbar ist, wird in der Rheinauer Klostergeschichte wiedergegeben, die Mauritius respektive Moritz Hohenbaum van der Meer 1769 verfasst hat, sowie in einem Kurzbeitrag von 1901 in einer Schweizer Zeitschrift für Heraldik. Van der Meer fungierte von 1758 bis 1774 als Prior des Klosters und setzte sich in mehreren Schriften vertieft mit dessen Geschichte auseinander.
Während der Verfasser des älteren Epitaphtextes unbekannt ist, geht aus dem Kapitel Dissertatio de infelici naufragio Hartmanni Habspurgici Rudolphi I. imperatoris filii („Abhandlung vom unglücklichen Schiffbruch des Habsburgers Hartmann, Sohn Kaiser Rudolfs I.“) in Van der Meers Rheinauer Klostergeschichte von 1769 hervor, dass der Prior selbst den jüngeren Text verfasst hat, um den älteren zu berichtigen respektive anzureichern. Dies betrifft namentlich die Titulatur Hartmanns, seine Rangfolge unter den Söhnen Rudolfs, sein Sterbejahr sowie die Erwähnung der Verlobung mit Johanna von England und der Räuberburg „Krenckingen“ (siehe unten). Ob ein Zusammenhang zwischen der Überschreibung des Epitaphs 1770 und der im gleichen Jahr veranstalteten Überführung von Hartmanns sterblichen Überresten aus dem Basler Münster in die Klosterkirche St. Blasien besteht, ist nicht bezeugt.
| Oberer Epitaphtext von 1770 (Abkürzungen sind aufgelöst): HARTMANNO COMITI DE HABSBURG ET DE KIBURG, ALSATIAE LANDGRAVIO, RUDOLPHI PRIMI AUGUSTI IMPERATORIS FILIO CHARISSIMO, IN SPEM REGNI ET IMPERII NATO, IM[M]O DESTINATO, JOANNAE EDUARDI I. ANGLIAE REGIS FILIAE SPONSO LECTISSIMO. QUUM DEVASTATA KRENCKINGEN, RHENAUGIAE INFESTA ALIISQUE ARCIBUS OPTATA QUIETE TOTA GAUDERET GERMANIA, DIE XX. DECEMBRIS ANNO M.CC.LXXXI. CUM XIII. NOBILIBUS HIC AD INFERIOREM PONTEM RHENI INFELICI NAUFRAGIO SUBMERSO, HOC AETERNAE MEMORIAE MONUMENTUM, PIA RECONDENS VISCERA, (CORPORE BASILEAE SEPULTO) RESTAURAVIT REVERENDISSIMUS, PERILLUSTRIS ET AMPLISSIMUS DOMINUS DOMINUS. JANUARIUS HUIUS MONASTERII ABBAS ANNO M.D.CC.LXX. | Eigene Übersetzung: HARTMANN DEM GRAFEN VON HABSBURG UND KYBURG, DEM LANDGRAFEN DES ELSASS, SEINER MAJESTÄT KAISER RUDOLFS I. LIEBSTEM SOHN, GEBOREN IN DER HOFFNUNG AUF DAS KÖNIG- UND KAISERTUM, JA SOGAR [dazu] BESTIMMT, JOHANNAS DER TOCHTER KÖNIG EDUARDS I. VON ENGLAND AUSERLESENSTEM VERLOBTEN. NACHDEM KRENKINGEN VERWÜSTET WORDEN WAR, RHEINAU [gegenüber] FEINDSELIG UND WEITERE FESTUNGEN [verwüstet worden waren] DES ERWÜNSCHTEN FRIEDENS GANZ DEUTSCHLAND SICH ERFREUE, AM 20. TAGE DES DEZEMBERS IM JAHRE 1281 MIT 13 EDELLEUTEN HIER AN DER UNTEREN RHEINBRÜCKE IN UNGLÜCKLICHEM SCHIFFBRUCH VERSUNKEN, DIESES DENKMAL DES EWIGEN ANDENKENS, DIE SELIGEN EINGEWEIDE AUFBEWAHREND, (NACHDEM DER LEICHNAM IN BASEL BESTATTET WORDEN WAR) HAT WIEDERHERGESTELLT DER EHRWÜRDIGSTE, HOCHANGESEHENE UND ERLAUCHTESTE HERR, HERR JANUARIUS ABT DIESES KLOSTERS IM JAHRE 1770 |
| Unterliegender Epitaphtext von 1710 (Abkürzungen sind aufgelöst): HARTMANNO SERENISSIMO PRINCIPI AUSTRIACO COMITI HABSPURGICO LANDGRAVIO ALSATIAE RUDOLPHI I. AUGUSTI IMPERATORIS FILIO NATU MINIMO QUUM DEVASTATIS PRAEDONUM ARCIBUS OPTATA QUIETE TOTA GAUDERET GERMANIA DIE 20 DECEMBRIS ANNO 1280 CUM 13 NOBILIBUS HIC AD INFERIOREM RHENI PONTEM INFELICI NAUFRAGIO SUBMERSUS CUIUS VISCERA CORPORE BASILEAM DEVECTO HIC LOCI IN VETERI IAM DEST[R]UCTA BASILICA ANTE ANNOS 430 FUERE CONDITA. HOC PIUM AETERNAE MEMORIAE MONUMENTUM STATUIT GEROLDUS II. ABBAS RHENOVIENSIS CUIUS OPERA ET LABORE NOVA HAEC SPLENDIDIOR BASILICA EXTRUCTA [sic] FUIT ET CONSECRATA ANNO 1710                                                  | Eigene Übersetzung: HARTMANN DEM DURCHLAUCHTIGSTEN ÖSTERREICHISCHEN PRINZEN DEM HABSBURGISCHEN GRAFEN LANDGRAFEN DES ELSASS DES ERHABENEN KAISERS RUDOLPH I. JÜNGSTGEBORENEM SOHN NACHDEM DIE RÄUBERBURGEN VERWÜSTET WORDEN WAREN DES ERWÜNSCHTEN FRIEDENS GANZ DEUTSCHLAND SICH ERFREUE AM 20. DEZEMBERTAGE IM JAHRE 1280 MIT 13 EDELLEUTEN HIER AN DER UNTEREN RHEINBRÜCKE IN UNGLÜCKLICHEM SCHIFFBRUCH VERSUNKEN DESSEN EINGEWEIDE NACHDEM DER LEICHNAM NACH BASEL GEBRACHT WURDE HIER SCHON IN DER ALTEN ZERSTÖRTEN BASILIKA VOR 430 JAHREN BESTATTET WORDEN WAREN. HAT DIESES FROMME DENKMAL DES EWIGEN ANDENKENS ERRICHTET GEROLD II. RHEINAUER ABT DURCH DESSEN ARBEIT UND MÜHE DIESE NEUE PRÄCHTIGERE BASILIKA ERRICHTET UND GEWEIHT WURDE IM JAHRE 1710 |

### Kommentierung einzelner Passus der Epitaphtexte
“SERENISSIMO PRINCIPI AUSTRIACO”
In der maßgeblichen Sekundärliteratur wird Hartmann nicht als Prinz tituliert. Auch Van der Meer weist in seiner Klostergeschichte von 1769 auf diese Unstimmigkeit im Epitaph hin und zitiert die Titulatur, die Hartmann in seiner angeblich letzten Urkunde setzte, mit der er in Winterthur am 23. September 1281 den Verkauf eines Landguts an das Kloster Töss bekräftigte: Hartmann comes de Habspurg et de Kyburg, Alsatiae Landgravius, Serenissimi Romanorum Regis filius („Hartmann Graf von Habsburg und Kyburg, Landgraf des Elsass, Sohn des durchlauchtigsten Königs der Römer“).
“RUDOLPHI PRIMI AUGUSTI IMPERATORIS”
Obwohl Hartmanns Vater 1273 in Frankfurt zum römisch-deutschen König gewählt und in Aachen gekrönt worden war, erlangte er trotz entsprechender Ambitionen zeit seines Lebens nie die Kaiserwürde. Die vorliegende Verwendung von imperator ist entweder hyperbolisch oder entspringt historischer Ignoranz; Letzteres kann nicht für Van der Meer gelten, einen Polyhistor, der die einschlägigen Kapitel seiner Klostergeschichte von 1769 gleichwohl Rudolphus Caesar, et Hartmannus eius filius („Kaiser Rudolf, und sein Sohn Hartmann“) sowie Dissertatio de infelici naufragio Hartmanni Habspurgici Rudolphi I. imperatoris filii (siehe oben) betitelte.
“FILIO NATU MINIMO”

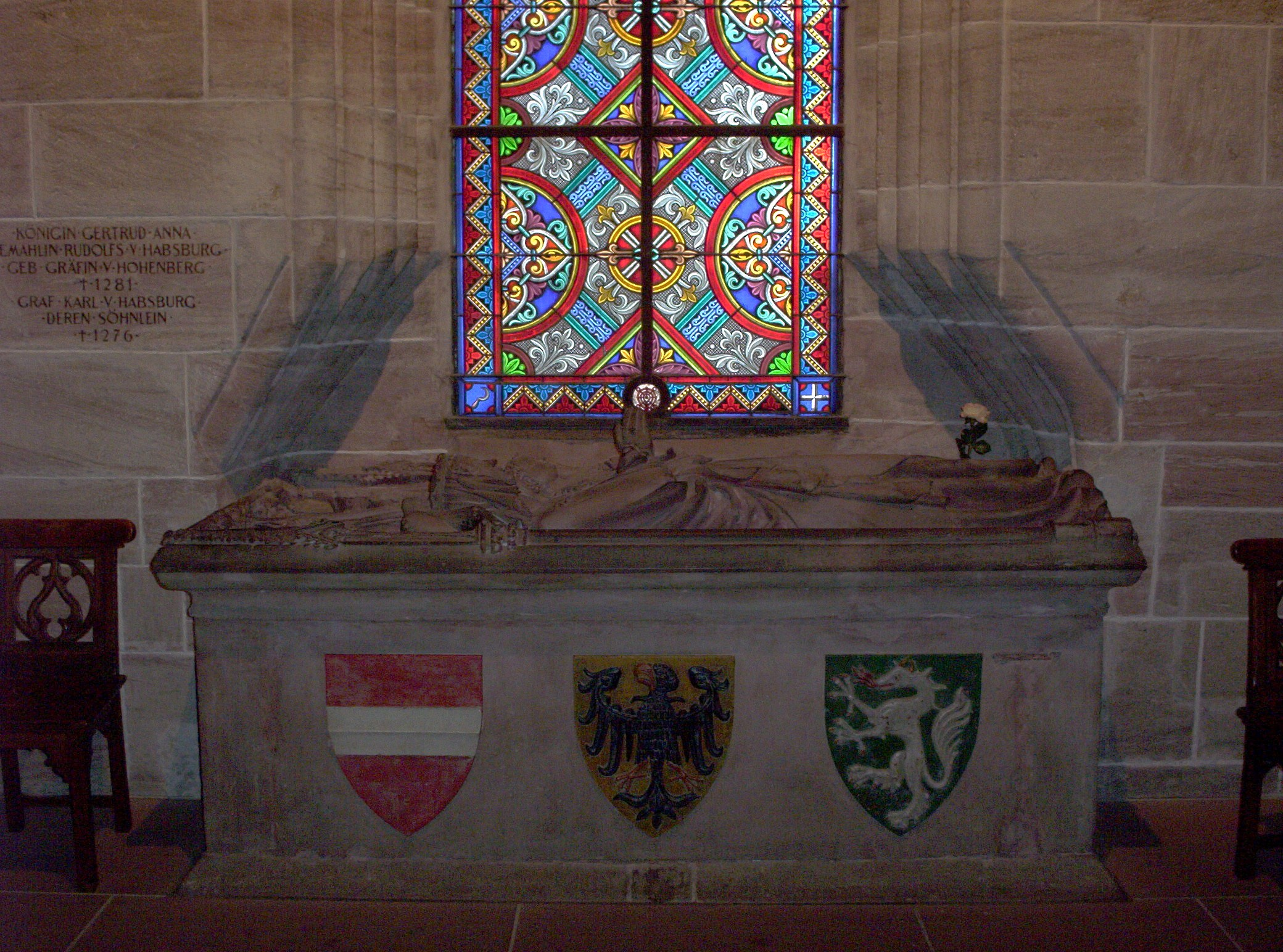
(Leere) Tumba mit Liegefiguren Königin Annas und ihres Söhnchens Karl im Basler Münster (um 1300)

Hartmann war König Rudolfs I. zweitältester legitimer Sohn, der „jüngstgeborene“ hingegen war Karl, der am 14. Februar 1276 das Licht der Welt erblickte, nach nur wenigen Monate verstarb und im Basler Münster beigesetzt wurde. Dorthin folgte ihm 1281 seine und Hartmanns Mutter, Gertrud von Hohenberg respektive Königin Anna, welche die damalige Kathedrale am Rheinknie zur Grablege bestimmt hatte. Beweggrund könnte „ein symbolischer Anspruch der Habsburger auf Basel als Herrschaftsmittelpunkt zwischen Elsass und Aargau gewesen sein.“ Königin Anna war im selben Jahr wie Hartmann, allerdings schon am 16. Februar verschieden – wohl infolge der Entbindung Karls –, worauf ihr Leichnam vom Sterbeort Wien nach Basel überführt und dort am 19. April bestattet wurde. Im dortigen Münster sind sie und Söhnchen Karl nebeneinander als Gisants auf einer leeren Kastentumba verewigt, dem „einzige[n] königliche[n] Grabbild der Schweiz“.

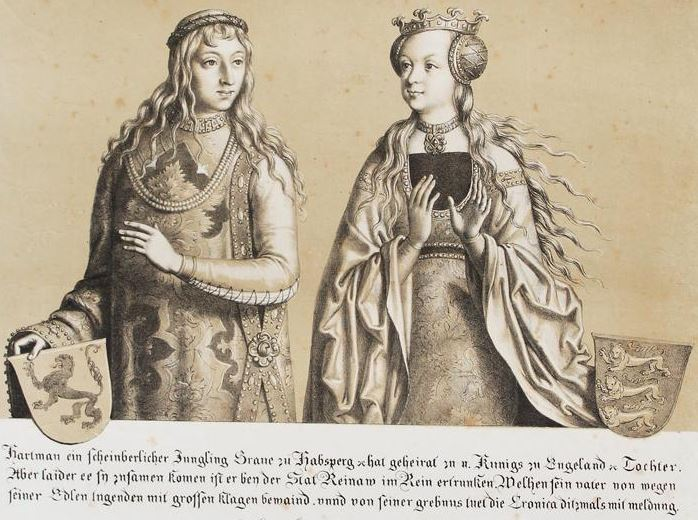
Fiktive Lithographie Hartmanns von Habsburg und seiner Verlobten Johanna von England von Joseph Lanzedelly d. Ä. (1772-1831).

“IN SPEM REGNI ET IMPERII NATO, IM[M]O DESTINATO” / “JOANNAE EDUARDI I. ANGLIAE REGIS FILIAE SPONSO LECTISSIMO”
1277 nahmen König Rudolf I. und sein englisches Pendant Eduard I. Verhandlungen auf, um durch Vermählung zweier Kinder ihre Adelshäuser zu verbünden. Daraus resultierte im folgenden Jahr die Verlobung Hartmanns mit der englischen Königstochter Johanna: „Dabei wurde erwartet, dass König Rudolf bei den Kurfürsten die Wahl Hartmanns zu seinem Nachfolger und römisch-deutschen König betreiben werde. Falls sich dies als nicht durchführbar erweisen sollte, war die Belehnung Hartmanns mit dem Königreich Burgund vorgesehen [scil. mit dem arelatischen Königtum].“
“DEVASTATA KRENCKINGEN, RHENAUGIAE INFESTA ALIISQUE ARCIBUS” bzw. “DEVASTATIS PRAEDONUM ARCIBUS OPTATA QUIETE TOTA GAUDERET GERMANIA”
„Krenckingen“ als Name einer Räuberburg dürfte hier stellvertretend für das Adelsgeschlecht der Krenkinger im Klettgau westlich von Rheinau sowie für deren Festungen Neukrenkingen und Weissenburg stehen. König Rudolf I. soll Letztere sogar persönlich gebrochen haben, allerdings erst 1288, d. h. mehrere Jahre nach Hartmanns Tod. Hintergrund war die königliche Landfriedenspolitik gegen weitverbreitete Usurpation und Gewalt während und nach dem Interregnum, das mit dem Ende der staufischen Herrschaft unter Kaiser Friedrich II. einsetzte. Im Sterbejahr Hartmanns 1281 wurden etwa ein bayerischer, ein fränkischer und ein rheinischer Landfrieden geschlossen, doch war damit das ganze Reichsgebiet noch nicht wie im Epitaph suggeriert befriedet. Eine der landfriedenspolitischen Maßnahmen war die Belagerung und Zerstörung von Burgen adliger Räuber; deren „Übergriffe auf den Königsstrassen müssen in Form von unrechtmässigen Zollerpressungen erfolgt sein“. In seiner Chronik lobpries Johannes von Winterthur den König denn auch als maximus desolator et destructor castrorum, ex quibus homines spoliebantur; nam ipsa expungnavit et expungnata confregit solo coequando ([sic] „grösster Verwüster und Zerstörer von Burgen, aus denen Menschen geplündert wurden; denn er eroberte dieselben und machte die eroberten [Burgen] zunichte, indem er sie dem Erdboden gleichmachte“).
Es waren die von Krenkingen, welche bis 1288 – und nicht bloß bis 1281 – die Vogtei über das Kloster Rheinau innehatten, jedoch „ihren Schutzverpflichtungen gegenüber der Abtei nicht nachkamen“, sondern mindestens seit 1240 „Jahrzehnte hindurch unbehindert ihre Vogteirechte missbrauchen und die Besitzungen und Rechte des bevogteten Klosters dem eigenen Herrschaftsaufbau zuführen konnten, der sich vor allem auf das breite Klettgauer Tal konzentrierte.“ Die Vogtei soll namentlich von der Weissenburg ausgegangen sein, mit deren Zerstörung die Herrschaft der Krenkinger nicht nur über die Rheinauer Abtei, sondern auch über das Klettgau insgesamt zu Ende ging. Auch Van der Meer berichtet in seiner Klostergeschichte von 1769 von der Belagerung und Zerstörung der Krenkinger Burgen, datiert diese allerdings ins Jahr 1281, als König Rudolf I. tandem Rhenaugiam a Krenckingensium invasionibus penitus liberavit („Rheinau endlich von den Angriffen der Krenkinger vollständig befreite“). Oder derselbe in seiner deutschsprachigen Klostergeschichte von 1778:
„Endlich befreyte der starke Arm Rudolfs des römischen Königs unser Gotteshaus von der langwierigen Dienstbarkeit der Edeln von Kränkingen. Nach geendigtem Reichstage zu Frankfurt, allwo im Jahre 1281. viel nützliches wider die Raubschlösser verordnet worden, […] führte Rudolf sogleich sein Heer den Rheinstrom hinauf, und zerstörte, vermuthlich schon in diesem Jahre, unter vielen andern Raubnestern, das Schloss Weissenburg nebst Neukränkingen. Weissenburg war zwar unser Eigenthum; doch wurde es gar oft unter dem Vorwande der Schirmvogtei dem Gotteshause entrissen, und musste den übelgesinnten Schirmvögten allezeit zu unserer Unterdrückung dienen. […] Nach zerstörtem Weissenburg und Neukränkingen ist endlich die Ruhe und die Freyheit unserm Gotteshause wieder hergestellet worden.“

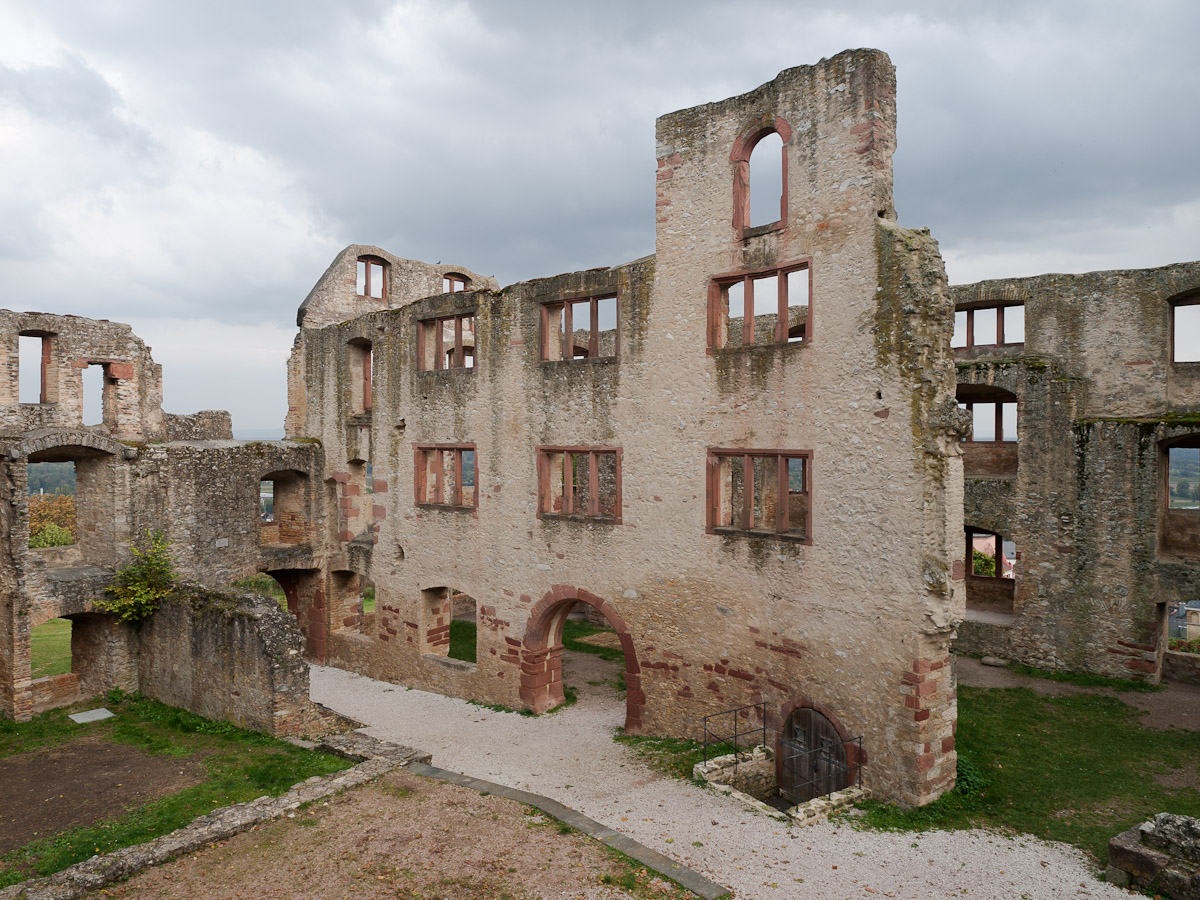
Ruine der Reichsburg Oppenheim („Landskron“), wo König Rudolf I. Ende 1281/Anfang 1282 residierte

“DIE XX. DECEMBRIS ANNO M.CC.LXXXI” bzw. “DIE 20 DECEMBRIS ANNO 1280”
In der Vergangenheit wurde Hartmanns tödlicher Unfall im Rhein je nach Quelle und deren Auslegung auf den 20. oder 21. Dezember in den Jahren 1280, 1281, 1282 oder gar 1288 sowie 1292 datiert. Das heute von der Forschung allgemein akzeptierte Todesjahr ist 1281, das sich aus Primärquellen zweifelsfrei erschließen lässt. Der Jüngling habe sich auf dem Weg zu seinem Vater nach Oppenheim südlich von Mainz befunden, um mit ihm an Weihnachten dem dortigen Reichstag beizuwohnen: Ipso quoque anno (1281) Rudolfo Romanorum rege secus Oppenheim commorante curiam cum primatibus in nativitate domini habere disposuit; ad quam Hartmannus filius eius..cum navigio festinare satageret […]. („Im selben Jahr (1281) auch, als sich Rudolf der König der Römer bei Oppenheim aufhielt, ordnete er an, mit den Fürsten an Weihnachten einen Reichstag abzuhalten; zu ihm [= Reichstag] hinzueilen würde sich sein Sohn Hartmann.. mit einem Boot bemühen […].“). Zur Datierung von Hartmanns tödlichem Unfall auf den 21. Dezember siehe unten.
“HIC AD INFERIOREM RHENI PONTEM” bzw. “PONTEM RHENI”

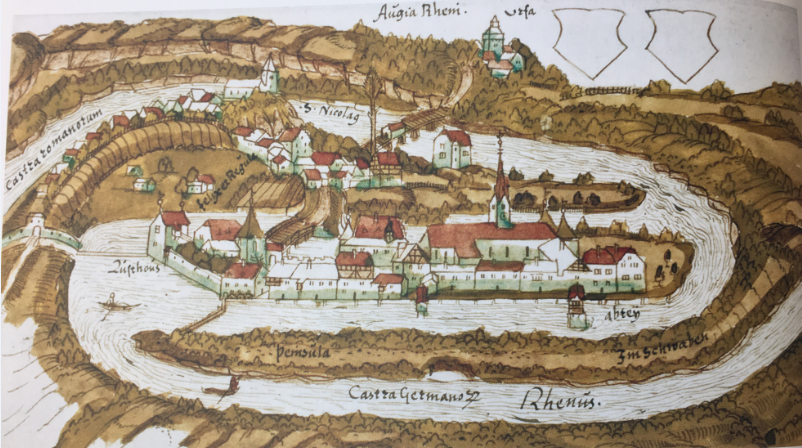
Nachzeichnung einer zwischen 1565 und 1572 gemalten Vedute von Rheinau und der Klosterinsel

Davon ausgehend, dass sich im Kontext des Epitaphs inferior auf die Stromrichtung des Flusses bezieht, könnte vorliegend die Alte Zollbrücke gemeint sein, die bis heute das schweizerische Rheinau mit Altenburg respektive Jestetten auf deutscher Seite verbindet und die schon Mitte des 13. Jh. existiert haben soll. Der im Text implizite superior Rheni pons („obere Rheinbrücke“) könnte demnach an jener Stelle gestanden haben, wo die Klosterinsel auch heute mit dem Ort Rheinau verbunden ist. Die Nachzeichnung einer nicht erhaltenen Vedute des Inselzugangs, die der Schaffhauser Glasmaler Felix Lindtmeyer d. Ä. 1504 von Norden aus angefertigt habe und welche die älteste überlieferte Darstellung der Klosterinsel ist, zeigt eine unbedachte Holzbrücke. Eine solche ist ebenfalls auf einer nicht erhaltenen Vedute der Rheinschleife zu sehen, die in der zweiten Hälfte des 16. Jh. von Süden aus gemalt wurde und hier nebenan in einer Nachzeichnung aus dem frühen 17. Jh. abgebildet ist; dort ist auch der inferior Rheni pons („untere Rheinbrücke“) auf der anderen Seite der Halbinsel dargestellt.

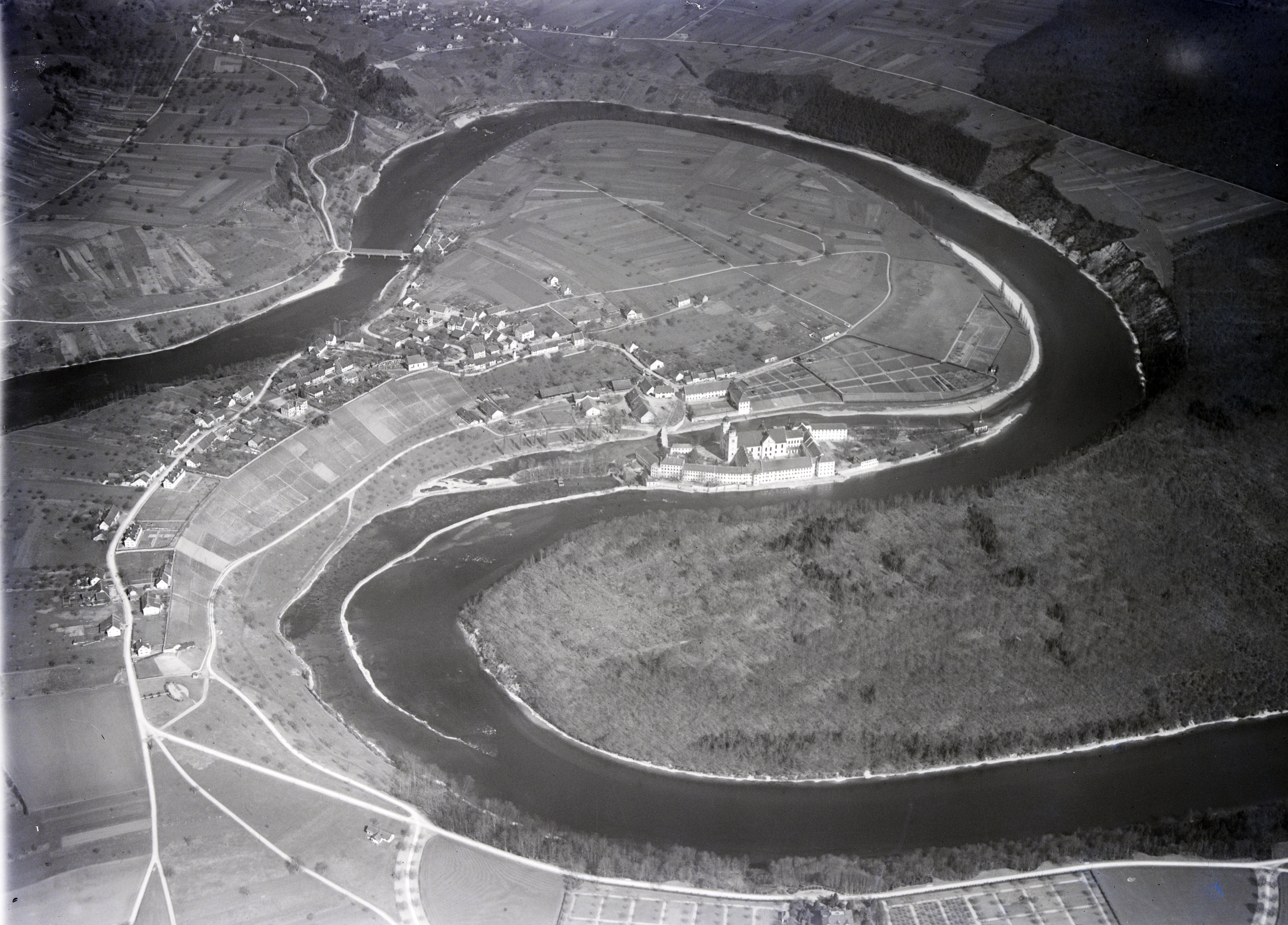
Flussschlinge von Rheinau aus der Vogelperspektive (ältere Aufnahme)

Die einzige überlieferte zeitgenössische Primärquelle zum Datum, Ort, Hergang und Hintergrund von Hartmanns tödlichem Unfall im Rhein ist eine undatierte Kurznachricht eines Anonymus an den englischen König Eduard I. in anglonormannischer Sprache, deren relevante Passage nachstehend in der Version wiedergegeben wird, die sich in den Acta imperii Angliae et Franciae: ab A. 1267 ad A. 1313 findet. Die Nachricht ist mit leicht abweichendem Schriftbild auch in Martin Gerberts Buch von 1772 reproduziert. Das handschriftliche Original auf Pergament erhielt sich im Archiv des Londoner Tower und wurde angeblich erst 1766 entdeckt:
«Sire, le demanche devant Noel esteit Artheman le fiz le rei de Alemaigne a un chastel, ke a nom Brisac e est sus le Rin, e ilenc se mist en un batel por aller ver son pere avalant le Rin. Une obscurce sorvint si grandde, ke les mariners esteent si abay, ke il ne se saveent eider. Si hurta lor batel a une souche e nea Arteman e touz le plus de sa compaignie.» In eigener Übersetzung: „Herr, am Sonntag vor Weihnachten war Hartmann, der Sohn des Königs von Deutschland, in einer Burg, die Breisach heisst und über dem Rhein liegt. Und er bestieg dort ein Boot, um den Rhein hinunterzufahren und seinen Vater zu sehen. Eine so grosse Dunkelheit trat ein, dass die Schiffer so verblüfft waren, dass sie sich nicht zu helfen wussten. Ihr Boot prallte gegen einen Baumstamm, und Hartmann und ein Grossteil seiner Begleitung ertranken.“
Dem Schreiben zufolge, das unmittelbar nach dem Bootsunglück verfasst worden sein muss, kam Hartmann im Oberrhein unterhalb, d. h. stromabwärts, von Breisach am Rhein ums Leben; letzterer Ort und seine Burg standen im Sterbejahr 1281 unter habsburgischer Herrschaft. Da die Regesta imperii Oppenheim als Zielort der Reise angeben, muss es sich um eine Stelle im Fluss zwischen dieser und jener Stadt gehandelt haben, wohl aber näher am Ort der Einschiffung. Nach julianischem Kalender fiel der «demanche devant Noel» („Sonntag vor Weihnachten“) in jenem Jahr auf den 21. Dezember. Angesichts des knappen Wortlauts und der Isoliertheit der Kurznachricht ist nicht nachvollziehbar, worauf die exakte Zählung von „XIII.“ bzw. „13 NOBILIBUS“ in den Epitaphtexten zurückgeht und wie die Sekundärliteratur den Unfallort „4 Stunden unterhalb Breisach“ respektive beim elsässischen Rhinau lokalisieren will, wie bspw. Wohlleben (ed.): „Dieses im Elsass unterhalb von Breisach gelegene Rheinau ist später irrtümlich mit dem Kloster Rheinau verwechselt worden.“
Eine Kopie der Primärquelle sei 1770 auch Van der Meer übersandt worden, jedoch offenbar erst nach Fertigstellung seiner handgeschriebenen Dissertatio und nach Überschreibung des Epitaphs, worauf er das Manuskript mit folgender Randbemerkung versehen habe: Hanc integram dissertationem a me olim scriptam retracto. („Ich ziehe diese ganze einst von mir verfasste Abhandlung zurück.“). In der Handschrift lässt sich diese Marginalie allerdings nicht auffinden und in seiner 1778 erschienenen Klostergeschichte scheint Van der Meer unbeirrt an der Verortung des Unfalltodes beim schweizerischen Rheinau festgehalten zu haben. Dagegen reproduzierte Gerber, der Fürstabt von St. Blasien, die Epistola anonymi ad Eduardum, Angliae regem, qua certior fit de morte Hartmanni […] („Brief eines Unbekannten an Eduard, den König von England, durch den er über den Tod Hartmanns […] benachrichtigt wird“) einschließlich lateinischer Paraphrase und Kommentierung im Buch von 1772, [q]uod eorum sententiae favet, qui Hartmannum submersum perhibent prope Rhenaugiam Alsatiae („was die Ansicht jener begünstigt, die angeben, Hartmann sei nahe des elsässischen Rheinau versunken“). Gleichwohl hatte auch er es noch 1770 für „ausser allem Zweifel gesetzt“ und „zu Genüge erwiesen“ erachtet, dass Hartmann beim Kloster Rheinau ertrunken war, und verließ sich dabei auf den Epitaphtext aus demselben Jahr.
Des Weiteren schrieb der anglonormannische Anonymus an König Eduard I.: «Sir, entre le rei de Alemaigne e le comtee de Saveye a grant gerre e ount la gent le rei gaste grant partie de la tere le comtee.» („Herr, zwischen dem König von Deutschland und der Grafschaft von Savoyen ist grosser Krieg und die Leute des Königs verwüsten einen grossen Teil des Gebiets der Grafschaft.“) Abweichend steht in Gerbers Reproduktion «le Counte de Savese» („der Graf von Savoyen“) und «de la tére le Counte» („des Gebiets des Grafen“). Laut den Regesta imperii dürfte der Krieg aus der „fortdauernden festhaltung von reichsgut durch Savoyen hervorgegangen sein“ (sic); Rudolf I. habe sich an den Waffengängen aber nicht selbst beteiligt, vielmehr soll es Hartmann gewesen sein, „der im Jahre 1281 (‚im November und Dezember‘) zur Rückgewinnung der arelatischen Reichsbesitzungen einen Feldzug gegen den Grafen Philipp von Savoyen unternahm.“ Mit Letzterem ist Philipp I. (1207–1285) gemeint und mit Savoyen nicht etwa der Raum südlich oder südwestlich des Genfersees, sondern das nördliche Waadtland in der heutigen Schweiz. In seinem Standardwerk über König Rudolf I. fasst Oswald Redlich Obiges wie folgt zusammen, ohne jedoch Hartmanns Alter, die Tageszeit und den Unfallort näher zu belegen:

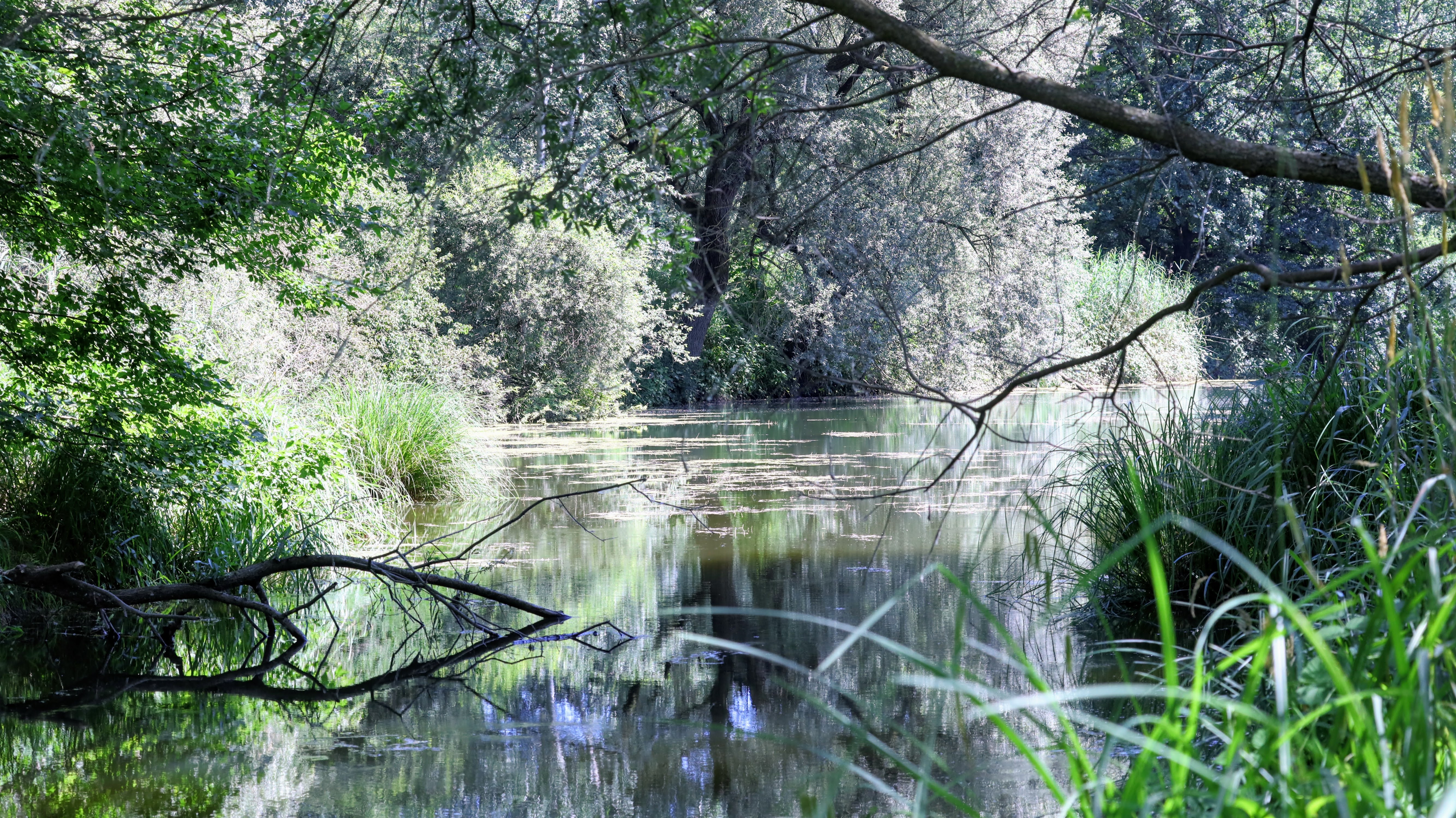
Rheininsel südlich von Rhinau im Elsass. Hartmann von Habsburg ertrank am 21. Dezember 1281 nördlich von Breisach im Rhein, möglicherweise bei Rhinau.

„Ein vielversprechender, blühender junger Mann von 18 Jahren, vom Vater zum Nachfolger im Reiche bestimmt, kam er eben von erfolgreichen Kämpfen gegen den Grafen von Savoyen zurück und wollte im Dezember 1281 an den Hof seines Vaters nach Oppenheim. Von Breisach aus fuhr er am 21. December mit seinem Geleite zu Schiffe den Rhein hinab. Allein schon einige Stunden unterhalb Breisachs brach frühe Winterdämmerung herein, und in der Dunkelheit stiess in der Nähe von Rheinau das Schiff an einen Baumstamm und schlug um. Er und seine meisten Begleiter ertranken in den eisigen Fluten.“
Mit „in der Nähe von Rheinau“ „unterhalb Breisachs“ dürfte der oberrheinische Flussabschnitt zwischen den heutigen elsässischen Orten Schoenau und Rhinau (sowie dessen gemeindefreiem Gebiet Rheinau auf der badischen Seite) gemeint sein, der bis zur Rheinbegradigung im 19. Jh. aus mehreren Armen und waldigen Inselchen bestand, obwohl die Insel Rhinau auch heute noch als „kleiner Rheindschungel“ beworben wird.
“CUIUS VISCERA CORPORE BASILEAM DEVECTO” [bzw. “CORPORE BASILEAE SEPULTO”] “HIC LOCI IN VETERI IAM DESTRUCTA BASILICA ANTE ANNOS 430 FUERE CONDITA”

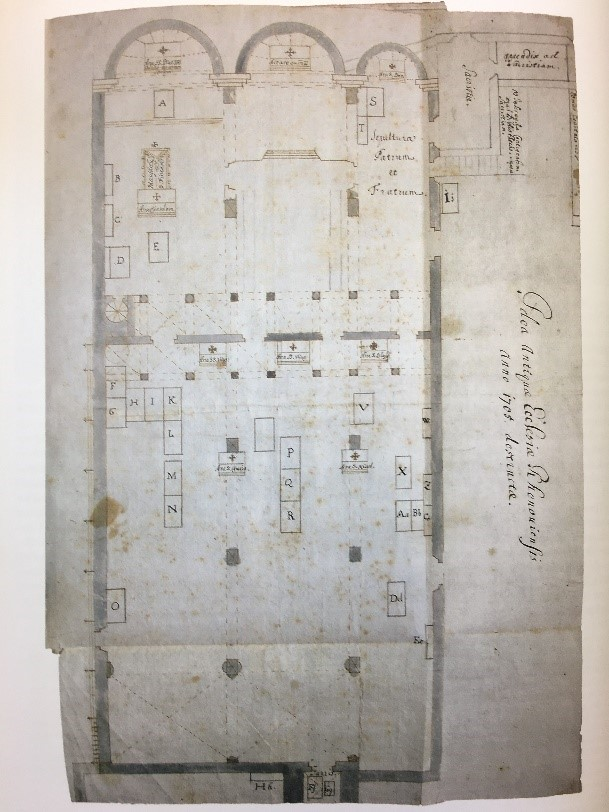
„Greuth-Plan“: Grundriss der romanischen Klosterkirche Rheinau von Anfang des 18. Jh. mit Verzeichnis der Gräber (Buchstabe V in der Mitte rechts: Hartmann von Habsburg)'

In der 1705 abgerissenen romanischen Klosterkirche im schweizerischen Rheinau fand sich tatsächlich ein offenbar in den Boden eingelassenes Grab mit einem Grabstein für Hartmann. Der damalige Kustos des Klosters, Basilius von Greuth, zeichnete vor dem Abbruch einen einfachen Grundriss jener Kirche mit den damaligen Gräbern, den nach ihm benannten „Greuth-Plan“ oder lateinisch die Idea antiquae ecclesiae Rhenoviensis anno 1705 destructae („Vorstellung der alten, im Jahr 1705 zerstörten Rheinauer Kirche“). Darin wird Hartmanns Grab(-platte) unter dem Buchstaben V folgendermaßen beschrieben:
„V. Extra Chorum S.P.N. [=Sancti(ssimi) Patris Nostri] Benedicti: Anno 1282 (alii 1288) in Vigilia S. Thomae apud inferiorem pontem Rheni submersus est Hartmannus Rudolfi I. Imperatoris filius cum 13 Nobilibus, cuius viscera hic ante gradum altaris S. Blasii sepulta sunt. Super quam sepulturam jacet cippus Leone Habspurgicorum insigniis insignitus. Corpus vero Basileae in Cathedrali Ecclesia humatum.“ In eigener Übersetzung: „V. Außerhalb des Chors U[nseres]. H[eilig(st)en]. V[aters]. Benedikt: Im Jahr 1282 (andere 1288) am Tag vor St. Thomas [= 20. Dezember] versank Hartmann, Sohn des Kaisers Rudolf I., an der unteren Rheinbrücke mit 13 Edelleuten, dessen Eingeweide hier vor der Stufe des St.-Blasius-Altars bestattet sind. Über dem Grab liegt ein Grabstein, gekennzeichnet mit dem Löwen, dem Wappen der Habsburger. Der Körper wurde jedoch in Basel in der Kathedralkirche begraben.“
Laut Van der Meers Rheinauer Klostergeschichte von 1769 trug der Grabstein eine nahezu identische Inschrift: „Anno 1292 [sic] in vigilia S. Thomae ad inferiorem pontem Rheni submersus est Hartmannus Rudolphi I. imperatoris filius cum tredecim nobilibus, cuius viscera hic ante gradum altaris S. Blasii sepulta sunt.“ Der Grabstein muss um die vorletzte Jahrhundertwende noch erhalten gewesen sein, da Stückelberg 1901 im vormals einzigen Aufsatz zum Hartmann-Epitaph anmerkt: „Die jetzige Grabplatte des Grafen Hartmann von Habsburg in der Rheinauer Klosterkirche ist völlig abgetreten. Jedenfalls war der Wappenschild nur vertieft skulpiert.“ Der Habsburger Löwe, der sich auf diesem Schild befunden haben muss, dürfte in der bekrönten Stuck-kartusche über der Epitaphplatte nachgebildet sein.
Weiter berichtet Van der Meer, dieses erste Grab sei sogleich nach Hartmanns Tod angelegt worden (id primum erat sepulchrum statim a morte erectum) und die Eingeweide seien darin sofort nach seinem Ertrinken bestattet worden (in quo viscera […] statim post eius submersionem condita fuerunt). Auch sei es das einzige gewesen, das beim barocken Neubau der Kirche an seinem ursprünglichen Ort verblieb, während man alle anderen Laiengräber entfernt habe (ut […] solum hoc sepulchrum in loco pristino permaneret, omnibus aliis laicorum eliminatis). Hingegen verdeutlicht die Einpassung der Idea, d. h. des Greuth‘schen Grundrisses, in jenen des barocken Nachfolgebaus, dass Hartmanns Grab etwas hinter der heutigen Südwand auf Höhe des dritten Jochs lag, sprich außerhalb der heutigen Basilika. Auch lässt die eklatant falsche Jahreszahl in der obenerwähnten Inschrift daran zweifeln, dass das Grab kurz nach dem 21. Dezember 1281 angelegt wurde, selbst wenn nicht 1292, sondern 1282 hätte gemeint sein sollen. Gleichwohl trifft es zu, dass der Königssohn – abgesehen von den Stiftern (Buchstabe O im Greuth-Plan) – der einzige Nichtgeistliche war, dessen Grabmal im barocken Neubau zumindest als Epitaph erhalten blieb. Damit sollte auch die Gunst des damaligen kaiserlichen Botschafters bei den Eidgenossen, Franz Ehrenreich von Trautmannsdorf, gewahrt werden, der von Hartmanns Grab in der abgerissenen Kirche wusste und sich 1710 bei Abt Gerold II. Zurlauben für den Erhalt und die prominente Platzierung im Neubau aussprach („pr(ae)tendirt einen honorablen platz für den vorfundnen Grabstein […] in hiesigs neüe Kirch“).

### Erklärungsansätze für das Grab Hartmanns im Kloster Rheinau
Wie aus der oben zitierten anglonormannischen Kurznachricht eines Unbekannten an König Eduard I. von England unzweideutig hervorgeht, ertrank Hartmann von Habsburg am 21. Dezember 1281 im Oberrhein, als sein Boot auf dem Weg nach Oppenheim nördlich von Breisach in tiefster Finsternis mit einem Baumstamm kollidierte. Somit verunglückte König Rudolfs mutmaßlicher Lieblingssohn am Thomastag selbst und nicht am „Tag vor St. Thomas“ (vigilia St. Thomae), wie in Van der Meers Klostergeschichten, auf dem Epitaph sowie auf dem ursprünglichen Grabstein angegeben. Demzufolge ist erwiesen, dass Hartmann nicht im Hochrhein „an der unteren Rheinbrücke“ (ad inferiori Rheni pontem) nahe des Klosters Rheinau Schiffbruch erlitt. Vielmehr sei Hartmann nach einem Feldzug im November und Dezember 1281 gegen Philipp I. in der savoyischen Waadt zu seinem Vater nach Oppenheim geeilt – wohl auf schnellstem Land- und Flusswege via den Raum Basel –, um an Weihnachten einem Reichstag beizuwohnen; unter dieser Voraussetzung ist ein Abstecher nach oder gar Umweg über den Raum Schaffhausen kaum vorstellbar. Auch würde die in der anonymen Todesnachricht erwähnte extreme Dunkelheit und Hilflosigkeit der Schiffer besser zu einem wilden Flussabschnitt wie dem Rhinauer „Dschungel“ im Oberrhein als zur schon damals besiedelten Halbinsel Rheinau im Hochrhein passen.
Bezeugt ist aber auch, dass sich in der 1705 abgebrochenen romanischen Klosterkirche von Rheinau ein wie auch immer geartetes Grab(mal) für Hartmann erhielt. Ob dieses unmittelbar nach seinem Unfalltod angelegt wurde und seine Eingeweide barg, wie von Van der Meer, den Epitaphtexten und weiteren Quellen behauptet, lässt sich nicht nachweisen. Van der Meer nahm die bloße Existenz dieses Grab(mal)s zum schlagenden Beweis, dass Hartmann bei Rheinau ertrunken war. Da sich das Bootsunglück aber (womöglich weit) nördlich von Breisach ereignete und Hartmanns Leiche im Basler Münster beigesetzt wurde, erhellt nicht, wieso seine Eingeweide noch weiter rheinaufwärts in ein entferntes Gotteshaus gebracht worden sein sollen, das anders als die habsburgischen Hausklöster in Muri oder Wettingen nicht als Grablege diente, was auch das Greuth’sche Gräberverzeichnis verdeutlicht. Für die Separatbestattung der schnell verwesenden Weichteile naheliegender als Klöster weit (süd-)östlich von Basel wären habsburgische Memorialorte am Oberrhein gewesen, allen voran die Abteikirche im elsässischen Ottmarsheim. Dies umso mehr, als im Hochmittelalter (gemeine) Verstorbene möglichst rasch bestattet wurden, in der Regel noch am Tag des Hinschieds, und dies bei Adligen, wenn überhaupt, nur unwesentlich länger dauerte.
Auch Van der Meer stellte in seiner Rheinauer Klostergeschichte von 1769 die rhetorische Frage Quare Rhenaugiam tam longo itinere sursum fuere viscera transportata? („Weshalb wurden die Eingeweide einen so langen Weg hinauf nach Rheinau gebracht?“), jedoch nur um zu schlussfolgern, dass Hartmann bei Rheinau im Oberrhein verunglückt sein muss und nirgendwo sonst. Vor obigem Hintergrund vermag ebenso wenig Rothenhäuslers Argumentation zu Beginn des 20. Jahrhunderts zu überzeugen: „Van der Meer widmete diesem Ereignis eine eigene Schrift [scil. die Dissertatio de infelici naufragio Hartmanni (…)], in der er die Streitfrage [scil. des Sterbeortes] zugunsten seines Klosters auszulegen versuchte. Die Rheinauer Konventualen hätten sich für die Existenz dieses Grabes nicht so ereifern müssen. Die Bestattung der Eingeweide kann trotzdem im Kloster Rheinau stattgefunden haben, um so wahrscheinlicher, da die Habsburger damals Schirmvögte des Gotteshauses waren.“ Allerdings steht fest, dass die getrennte Bestattung von Leiche und Eingeweiden (namentlich des Herzes) damals schon in Gebrauch war, unter anderem aus rein konservatorischen Gründen, und sie sich bei den späteren Habsburgern zu einer jahrhundertelangen Tradition entwickeln sollte, die bis in die jüngste Vergangenheit anhielt (so bei der 1989 verstorbenen letzten Kaiserin Zita und ihrem 2011 verschiedenen Sohn Otto von Habsburg).

Klosterinsel Rheinau aus der Vogelperspektive (ältere Aufnahme)

Hartmanns ursprüngliches Rheinauer Grab diente – ob mit Eingeweiden oder als bloßes Kenotaph – zweifelsohne der Memoria, aber auch der profanen Erinnerung an seinen frühen tragischen Tod in den Wassern des Rheins, der für die weitere reichspolitische Entwicklung folgenschwer war. Sollte er tatsächlich im Flussabschnitt beim elsässischen Rhinau/Rheinau ertrunken sein, wofür in den Primärquellen aber ein eindeutiger Beleg fehlt, könnte für die Weichteile das Kloster Rinaugia (auch Renaugia oder Rinauva etc.) ausgewählt worden sein, weil dessen Name sehr ähnlich klang, wenn nicht identisch war. Nicht zu belegen ist jedenfalls die (versehentliche oder gar willentliche) Verwechslung der beiden Namen und Orte, wie sie in der Literatur allenthalben kolportiert wird. Vielleicht fiel die Wahl auf das insulare Kloster allein deshalb, weil es im südwestdeutschen Raum als einziges im Rhein liegt und damit das Gewässer des Unfalltodes versinnbildlicht, obwohl Hartmann an ganz anderer Stelle des Flusses ums Leben kam. Nach heutigem Forschungsstand könnte dies die plausibelste Erklärung für Hartmanns ehemaliges Grab(mal) in der romanischen Kirche des Klosters Rheinau sein. Es wäre die Ironie des Schicksals, wenn der Königssohn nicht nur nachweislich im Rhein starb, sondern auch auf Inseln im selben Fluss teilbestattet und sogar geboren worden wäre (vgl. ganz oben die Burg Stein auf dem „Inseli“ in Rheinfelden).

## (Primär-)Quellen
- Johann Friedrich Böhmer und Oswald Redlich (eds.): Regesta imperii. VI, 1. Die Regesten des Kaiserreichs unter Rudolf, Adolf, Albrecht, Heinrich VII. 1273–1313. Wien et al. 1898 (Digitalisat, abgerufen am 28. September 2022).
- Martin Gerbert: Feyerliche Uebersetzung der kaiserlich-königlich- auch herzoglich-oesterreichischen höchsten Leichen aus ihren Grabstädten Basel, und Königsfelden in der Schweiz nach dem fürstlichen Stift St. Blasien auf dem Schwarzwald den 14ten Wintermonats 1770. St. Blasien 1770 (Digitalisat, abgerufen am 28. September 2022).
- Idem: De Translatis Habsburgo-Austriacorum Principum, Eorumque Coniugum Cadaveribus Ex Ecclesia Cathedrali Basileensi Et Monasterio Koenigsveldensi In Helvetia Ad Conditorium Novum Monasterii S. Blasii In Silva Nigra. St. Blasien 1772 (Digitalisat, abgerufen am 28. September 2022).
- Marquard Herrgott: Genealogia Diplomatica Augustae Gentis Habsburgicae. Vol. III. Wien 1737 (Digitalisat, abgerufen am 28. September 2022).
- Fritz Kern (ed.): Acta imperii Angliae et Franciae: ab A. 1267 ad A. 1313. Dokumente vornehmlich zur Geschichte der auswärtigen Beziehungen Deutschlands. Tübingen 1911 (Digitalisat, abgerufen am 28. September 2022).
- Erwin Rothenhäusler: “Idea veteris ecclesiae Monasterii Rhenovensis” in: Anzeiger für Schweizerische Altertumskunde. Neue Folge. Band II, Heft 2 (1900), S. 130–136 (Digitalisat, abgerufen am 28. September 2022).
- Mauritius (=Moritz) Ho(c)henbaum van der Meer: Millenarium Rhenaugiense. Codex St. Blasien 34 in der Badischen Landesbibliothek. St. Blasien 1769 (Digitalisat, abgerufen am 28. September 2022).
- Idem: Kurze Geschichte der tausendjährigen Stiftung des freyeximirten Gotteshauses Rheinau: nebst einem treuen Verzeichnisse der Äbte und der merkwürdigen Begebenheiten, die sich unter ihnen zugetragen haben. Donaueschingen 1778 (Digitalisat, abgerufen am 28. September 2022).
- Georg von Wyss (ed.): Johannes Vitodurani Chronikon. Die Chronik des Minoriten Johannes von Winterthur. Zürich 1856 (Digitalisat, abgerufen am 28. September 2022).

## (Sekundär-)Literatur
- Hermann Fietz: Der Bau der Klosterkirche von Rheinau. Eine Darstellung zur Geschichte der Bauwirtschaft und Bautechnik zu Anfang des 18. Jahrhunderts. Zürich 1932 (Digitalisat, abgerufen am 28. September 2022).
- Daniel Grütter: Das Grabmal der Königin Anna von Habsburg im Basler Münster. In: Kunst + Architektur in der Schweiz. Band 53, Heft 1, 2002, S. 60-63 (Digitalisat, abgerufen am 28. September 2022).
- Christofer Herrmann: Burg 'Landskron' in Oppenheim. Eine Reichsburg Rudolfs von Habsburg. In: Mittelalterliche Paläste und die Reisewege der Kaiser. Neue Entdeckungen in den Orten der Macht an Rhein und Main. Oppenheim 2020, S. 137-145 (Digitalisat, abgerufen am 28. September 2022).
- Jochen Hesse: Das Kloster Rheinau in alten Ansichten. In: Librarium: Zeitschrift der Schweizerischen Bibliophilen-Gesellschaft. Band 52, Heft 2-3, 2009, S. 119-125. Digitalisat, abgerufen am 28. September 2022.
- Ruth Köhler: Die Heiratsverhandlungen zwischen Eduard I. von England und Rudolf von Habsburg. Ein Beitrag zur englisch-deutschen Bündnispolitik am Ausgang des 13. Jahrhunderts. Meisenheim am Glan 1969.
- Karl-Friedrich Krieger: Rudolf von Habsburg. Darmstadt 2003.
- Ulrike Kunze: Rudolf von Habsburg. Königliche Landfriedenspolitik im Spiegel zeitgenössischer Chronistik. Frankfurt a. M. et al. 2001.
- Uwe Ludwig: „Zum Vogteistreit zwischen Kloster Rheinau und den Herren von Krenkingen. Eine unbekannte Quelle im Liber miraculorum des Bartholomäus von Trient“ in: Zeitschrift für die Geschichte des Oberrheins. Band 139, Band 100 der neuen Folge (1991). pp. 479–486.
- Helmut Maurer: Die Rheinauer Klostervögte und der Klettgau im 13. Jahrhundert. In: Schaffhauser Beiträge zur vaterländischen Geschichte. Heft 48, 1971, S. 90–120 (Digitalisat, abgerufen am 28. September 2022).
- Johann Georg Mayer: Leben und Schriften des Pater Moritz Hohenbaum van der Meer, Benediktiner im Stifte Rheinau. In: Freiburger Diöcesan-Archiv. Band 11, 1877, S. 1–34 (Digitalisat, abgerufen am 28. September 2022).
- Rudolf J. Meyer: Königs- und Kaiserbegräbnisse im Spätmittelalter. Von Rudolf von Habsburg bis zu Friedrich III. Köln et al. 2000.
- Anna Nagel: Grabmäler und Epitaphien des Münsters und seiner Kreuzgänge. Reihe Basler Münster. Basel 2000.
- J. R. Rahn: Studien über die ältere Baugeschichte Rheinau's (sic) in: Anzeiger für schweizerische Altertumskunde. Band 3, Heft 4 (1901). pp. 252-269 (Digitalisat, abgerufen am 28. September 2022).
- Oswald Redlich: Rudolf von Habsburg. Das deutsche Reich nach dem Untergange des alten Kaisertums. Innsbruck 1903.
- Helge Reindl: Morgenstunde des Habsburgerreiches. In: Wiener Zeitung. 14. November 2021 (Digitalisat, abgerufen am 28. September 2022).
- Erwin Rothenhäusler: Baugeschichte des Klosters Rheinau. Freiburg i. Br. 1902.
- Hans Rudolf Sennhauser (ed.): Die Klosterkirche Rheinau – frühe Geschichte, Bau und Ausstattung bis in die barocke Zeit. Zürich und Egg 2007.
- Dieter Speck: Kleine Geschichte Vorderösterreichs. Karlsruhe 2010.
- E. A. Stückelberg: Das Denkmal Hartmanns von Habsburg in Rheinau. In: Schweizerisches Archiv für Heraldik. Band 15, Heft 2, 1901, S. 47–49 (Digitalisat, abgerufen am 28. September 2022).
- Marion Wohlleben (ed.): Die Klosterkirche Rheinau – der Bau und seine Restaurierung. Zürich und Egg 1997.
- Ina Wunn: Mumien in Klöstern und Kirchen – Mönche, Päpste und Fürsten. In: www.ina-wunn.de. 14. Juni 2007 (Digitalisat, abgerufen am 28. September 2022).